# Amber Von Tussle
Amber Von Tussle é uma personagem do filme "Hairspray". Menina rica e estrela do Programa "Corny Collins Show", é a "vilã" do filme. Com a fama de Tracy Turnbland, sente o seu estatuto no programa televisivo, o seu título de "Miss Hairspray" e a sua vida amorosa ameaçados. Então recorre a vários truques sujos para eliminar a concorrência, com a ajuda da sua mãe.
Amber Von Tussle foi vivida na versão de 2007 por Brittany Snow. Sua mãe, Velma Von Tussle foi interpretada por Michelle Pfeiffer.
No musical da Broadway, Amber foi vivida por Haylie Duff.
Em 2016, a personagem ganhou vida na pele de Dove Cameron no musical da NBC, Hairspray Live!, quem interpretou sua mãe foi Kristin Chenoweth. O Hairspray Live! foi indicado à sete Emmys no ano de 2017.